# Die blaue Maus (1928)
Die blaue Maus ist eine deutsche Filmkomödie von Johannes Guter aus dem Jahre 1928.

## Handlung
Caesar Robin arbeitet bei der Verkehrswesen AG des Herrn Lebodier. Er ist sehr arbeitsam, wird aber regelmäßig beim Befördern übergangen, da Lebodier nur solche Angestellte befördert, die nicht nur eine hübsche Frau haben, sondern diese müssen auch zu einem Schäferstündchen mit ihm bereit sein. Da seine Frau nicht die hübscheste ist, wird bei der anstehenden Beförderung sein Kollege Rigault bevorzugt, dessen Frau ein echter „Feger“ ist.
Robin gibt jede Hoffnung auf Beförderung auf, da lernt er die bildhübsche Fanchon, genannt „Die blaue Maus“, kennen. Sie erklärt sich bereit, dem ebenso charmanten wie fleißigen Robin zu seiner wohlverdienten Beförderung zu verhelfen.
Tatsächlich ist Lebodier von Robins falscher Ehefrau derart begeistert, dass er ihn sofort zum Direktor der Firma befördern will.
Während einer Möbelversteigerung in Fanchons Wohnung kommt es zu etlichen Verwicklungen, da plötzlich die echten Ehefrauen der Herren Caesar und Lebodier auftauchen.

## Hintergrund
Produktionsfirma war die Universum-Film AG (UFA) Berlin. Diese übernahm auch den Erstverleih. Gedreht wurde im August 1928 in Grunewald, Berlin. Die Produktionsleitung übernahm Günther Stapenhorst, Jacques Rotmil entwarf die Filmbauten. Herbert Nossen assistierte Regisseur Guter und fertigte obendrein die Standfotos an.
Der Film hatte eine Länge von 2250 Metern, ca. 123 Minuten. Die Uraufführung fand am 16. November 1928 im Berliner U.T. Universum statt.

## Kritik
„Jenny Jugo hat nicht nur hübsch auszusehen, sie lässt alle Nuancen ihres Lachens spielen. Die Grübchen, die Augen, die Zähne — alles blitzt mit!“